# Хан (река)
Вижте пояснителната страница за други значения на Хан.
Река Хан или Ханган (хангъл: 한강; ханча:漢江) е една от главните реки за Южна Корея и четвъртата най-дълга река на Корейския полуостров след Амнок, Туман и Нактонган. Хан извира от Източнокорейските планини като две малки реки, които се събират близо до столицата Сеул.
Ханган и околните и пространства са играели важна роля за корейската история. По време на Трите цартва е имало усилена борба за устието ѝ като търговски път с Китай. Днес реката не се използва за такива цели, защото устието се намира на границите на Северна и Южна Корея, забранено за преминаване на цивилни граждани.
Реката е източник на вода за повече от 12 милиона корейски граждани. През юли 2000 военните на САЩ признават, че са изхвърляли токсични отпадъци, което причинява протести.
Ниските части на реката са място за развлечение – оборудвани с пешеходни пътеки, велосипедни алеи, обществени паркове и ресторанти, особено в столицата. Проучванията сред граждани и експерти нареждат реката под номер две за най-живописно място в Сеул след Намсан.

## Географска характеристика
Хан се оформя от сливането на реките Намхан (Южен Хан), която извира от Дедок и Букнан (Северен Хан), която извира от Къмгансан в Северна Корея. Реката преминава през Сеул, слива се с река Имджин и се влива в Жълто море. За начало на Хан се приема сливането на реките Намхан и Букхан в Янгпьонг, провинцията Кьонги-до. Устието на реката е на Корейската демилитаризирана зона, която разделя полуострова политически. Приблизителната дължина на реката е 494 километра.
Въпреки че не е дълга река, долен Хан е доста широк. В столицата дължината достига 1 километър. Преди изграждането на големи язовири, реката е известна с голям коефициент на водния режим 1:390. База за сравнение Темза и Рейн съответно 1:8 и 1:18.

## История
Хан е играела важна роля в корейската история от самото начало. Царство Пекче (18 г. пр.н.е. – 660 г.) първо я използва стратегически като основен воден път, свързващ центъра на западния регион на полуострова с Жълто море, както и плодородните наноси на реката, които са относителната рядкост на планинския полуостров. Крепостта Намхан, намираща се южно от Сеул е ранната столица на Пекче. Не минава много време преди да започнат битки за устието на реката, което е и връзка с Китай по вода. По времето на управлението на крал Чангсу (413 – 491) от Коругьо, царството завзема западна точка на Хан от Пекче. Следващите десетилетия се водят усилени битки за реката, докато пред 551 Пекче се обединява с Шила завземайки контрола над реката. Но през 553 Шила разваля договорът си с Пекче, за да контролира цялата река като стратегия за завземане на полуострова.
С падането на Коругьо и Пекче и обединението на полуострова в Шила през 668 година, Хан става известна като „корейската река“, първо като част от Обединена Шила (668 – 918), после от династия Корьо (918 – 1392) и накрай от династия Чосон (1392 – 1910). По време на Чосон, река Хан става още по-важна след като столицата е преместена в Хансонг, днешен Сеул.
По време на Корейската война, с цел да забави Северна Корея, Южна Корея разрушава моста Хан и попречва на хиляди граждани да избягат.
Днес по-голямата част от реката принадлежи на Република Корея. През първите десетилетия от съществуването на Южна Корея, реката става нарицателно за замърсяване, процъфтяващата индустрия и обеднялото население го използва като удобен преливник за промишлени и градски отпадъци. След като не играе важна роля в търговията или транспорта за Южна Корея, правителството спонсорира нейното пречистване и я превръща в „екологично бижу“ на столицата.
Има страхове, че Северна Корея може да нападне Южна като освобожди някои от язовирите си по реката.
През юли 2000, военните на САЩ признават, че са изпуснали 20 галона (75,7 литра) с формалдехид в реката от една от базите си в Сеул, което причинява протести. Активистите хвърлят бомби играчки напълнени с вода от реката в главната база на САЩ. Зелената партия на Корея заявява, че ако хората са изложени дълго на химикала, може да страдат от рак на белите дробове, а речните животни могат да загинат. 
От 2009 И Мьонг-Бак реномира проект за прокопаването на канал свързващ река Хан и Жълто море в Инчон. 11-километровия канал е завършен през 2011 и свързва Хан близо до Гимпо в Сеул с Инчон. През канала могат да преминават, както и големи контейнери, така и пътнически плавателни съдове. 

## Мостове по долен Хан
Общо 27 моста пресичат Сеулския национален столичен район от запад на изток:
- Илсан (Ilsan Bridge; 일산대교) – свързва Гимпо и Гоянг
- Гимпо (Gimpo Bridge; 김포대교) – свързва Гимпо и Гоянг
- Хенчу (Haengju Bridge; 행주대교) – свързва Гоянг и Кансо-гу, Сеул
- Бангхуа (Banghwa Bridge; 방화대교) – свързва Кансо-гу, Сеул и Гоянг
- Магок (Magok Railway Bridge; 마곡철교) – железопътен
- Гаянг (Gayang Bridge; 가양대교) – свързва Кансо-гу и Мапо-гу (райони на Сеул)
- Сонгсан (Seongsan Bridge; 성산대교) – свързва Мапо-гу и Йонгдунгпо-гу
- Янгхуа (Yanghwa Bridge; 양화대교) – свързва Мапо-гу и Йонгдунгпо-гу
- Дангсан ЖП (Dangsan Railway Bridge; 당산철교) – свързва Мапо-гу и Йонгдунгпо-гу
- Соганг (Seogang Bridge; 서강대교) – свързва Мапо-гу и Йонгдунгпо-гу
- Мапо (Mapo Bridge; 마포대교) – свързва Мапо-гу и Йонгдунгпо-гу
- Уонхьо (Wonhyo Bridge; 원효대교) – свързва Йонгсан-гу и Йонгдунгпо-гу
- Ханган ЖП (Hangang Railway Bridge; 한강철교) – свързва гарите Норяджин и Йонгсан
- Ханган (Hangang Bridge; 한강대교) – свързва Йонгсан-гу и Донджак-гу
- Донгджак (Dongjak Bridge; 동작대교) – свързва гарата Донгджак
- Джамсу и Бампо (Banpo Bridge with Jamsu Bridge; 반포대교와 잠수교) – свързват Йонгсан-гу и Сочо-гу
- Ханнам (Hannam Bridge; 한남대교) – свързва квартал Синса-донг, Ганнам-гу и Ханнам-донг, Йонгсан-гу
- Донгхо (Dongho Bridge; 동호대교) – обслужва номер 3 на метрото в Сеул и гарата Оксу
- Сонгсу (Seongsu Bridge; 성수대교) – свързва Ганнам-гу и Сонгдон-гу
- Йонгдонг (Yeongdong Bridge; 영동대교) – свързва Гуангджин-гу и Сонгдон-гу с Ганнам-гу
- Чонгдам (Cheongdam Bridge; 청담대교) – свързва Гуангджин-гу и Ганнам-гу
- Чамсил (Jamsil Bridge; 잠실대교) – свързва Сонгпа-гу и Ганнам-гу
- Чамсил ЖП (Jamsil Railway Bridge; 잠실철교) – свързва гарите Кангбьоньок и Чамсилару
- Олимпийски мост (Olympic Bridge; 올림픽대교) – свързва Сонгпа-гу и Гуангджин-гу
- Чончо (Cheonho Bridge; 천호대교) – свързва Гуангджин-гу и Гангдон-гу
- Гуангджин (Gwangjin Bridge; 광진교) – свързва Гуангджин-гу и Гангдон-гу
- Гангдон (Gangdong Bridge; 강동대교) – свързва град Гури и Гангдон-гу
- Палдан (Paldang Bridge; 팔당대교) – свързва градовете Ханнам и Намянгджу